# Тоган Арслан-бей
Тоган Арслан-бей (тур. Togan Arslan, араб. توجان أرسلان‎; — ум. 1137/38) — правитель бейлика Дилмачогуллары в 1104—1137/38 годах, вассал Артукидов Мардина. Вместе с Иль-Гази принимал участие в разгроме крестоносцев у Балата в 1119 году, а также был вызван им в 1121 году в неудачную экспедицию в Грузию.

## Биография
Тоган Арслан был сыном основателя бейлика Дилмачогуллары, Альп-Тегина Мехмеда, участвовавшего в захвате сельджукским султаном Мелик-шахом эмирата Мерваногуллары. В награду Мехмед получил в 1085 году от султана Битлис и его окрестности как дирлик (икта). Тоган Арслан упоминается в источниках с 1104 года. В этом году он встал на сторону сына Мелик-шаха Мухаммеда Тапара против его брата Баркиярука в их борьбе между собой за престол Великих Сельджуков. В 1107 году Тоган Арслан перешёл на службу к султану государства сельджуков Рума Кылыч-Арслану. После смерти Кылыч-Арслана Тоган Арслан находился в вассальной зависимости от основателя бейлика Ахлатшахов Сукмана аль-Кутби. В 1112 году Сукман умер и Тоган Арслан решил более не подчиняться Ахлатшахам. Воспользовавшись беспорядками в регионе, он сумел захватить принадлежавшие им 25 деревень в окрестностях Мейяфарикина и через некоторое время объявил о своей независимости.
В июне 1119 году вместе с правителем бейлика Артукидов Мардина Иль-Гази и атабеком Дамаска Тугтекином Тоган Арслан сражался против крестоносцев на Кровавом поле. К этому времени Тоган Арслан был вассалом Иль-Гази. Историк из Алеппо Камал ад-Дин ибн аль-Адим писал, что Тоган Арслан взял на себя задачу атаковать христиан со стороны единственно возможного прохода. Захватив дорогу у Сармеды, Тоган Арслан обошёл франков сзади и отрезал им пути отступления. Затем Тоган Арслан первым атаковал, начав битву:

«Тоган Арслан ибн Дилмач повел их в атаку, и мусульмане обрушились на шатры франков, сея хаос и разрушения. Аллах даровал победу мусульманам, а франки были побеждены. Тюрки воевали блестяще, нападая на врагов со всех сторон. Они действовали слаженно, как один человек.».
При Тогане Арслане бейлику принадлежал Двин. Вероятно, Тоган Арслан захватил его в 1121 году, поскольку Ибн аль-Каланиси в 1121 году назвал его владетелем Эрзена, Битлиса и Двина. В. Минорский назвал Двин «Трансараксийской колонией» Дилмачогуллары. В августе 1121 года Тоган Арслан получил от Иль-Гази приглашение участвовать в грузинской кампании. Направился он туда из Двина. В Дидгори армия эмиров потерпела тяжёлое поражение от Давида IV, но Тоган Арслан не участвовал в битве, потому что не успел прийти.
В 1124 году сын Сукмана аль-Кутби Ибрагим, обеспокоенный усилением Тогана Арслана, воспользовался смертью его покровителя, Иль-Гази, и осадил Битлис. Тоган Арслан подчинился Ибрагиму и тот снял осаду. Вскоре Давуд, Артукид из Хиснкейфы, так же осадил Битлис, чтобы расширить границы своего бейлика, но он не мог взять город. В том же 1124 году правитель Дамаска Тугтекин напал на Хаму. Когда правитель Хамы Кирхан попросил Тогана Арслана о помощи, тот прибыл в Хаму с большим войском. Увидев это, Тугтекин был вынужден вернуться в Дамаск. Тоган тоже уехал в свой эмират. В 1133 году с Кирханом Тоган Арслан отправился в поход против крестоносцев.
После смерти Ахлатшаха Ибрагима Тоган Арслан (названный Усамой ибн Мукнкыз «Хусам ад-Даула ибн Дильмадж») просватал Сокменийе Зейнеб, дочь Сукмана аль-Кутби и сестру Ибрагима, для своего сына Хюсамеддина Курти, правившего в Битлисе. В  1133/34 году к ней же посватался хаким Мосула и Алеппо, атабек Имадеддин Занги, но, вероятно, мать девушки предпочитала Тогана Арслана. Оскорблённый, Имадеддин Занги прибыл в Хлат  и женился на девушке сам. После свадьбы Занги послал своего военачальника в Битлис и потребовал от Тогана Арслана 10 000 динаров. По словам Усамы ибн Мункыз, военачальник осказал:

«Атабек гневается за то, что ты посватался к девушке, которую он хотел взять в жены. Ты обещал её родным десять тысяч динаров, и мы хотим получить их от тебя».
Лишь после того, как Тоган Арслан выплатил деньги, солдаты Занги ушли из Битлиса. Усама ибн Мункыз, лично сопровождавший армию в Битлис, отмечал, что «его область была в цветущем состоянии от хорошего управления».
После 1135/36 года Тоган Арслан выступил в союзе с Манучихром III. Войска владетеля Ширвана и Тогана Арслана разбили армию атабека Мераге Арслан-Абы, захватив часть Аррана.
Ибн аль-Каланиси относил смерть Тогана Арслана к 532 году Хиджры (1137/37). Наследовал власть в бейлике сын Тогана Арслана Хюсамуддин Курти.

## Личность
Фелеки Ширвани писал в оде Манучихру II:

«… сегодня знатное лицо

И вельможа является гостем твоего, о государь,

Великолепного праздника!

Счастливый [А]мир Тоган Арслан, взмахом меча которого

В день битвы повержен униженно свирепый лев!»

Тогана Арслана называли аль-Адхаб (араб. قوز کرده‎ — горбатый)  и Куз (перс. قوز کرده‎ — горбатый). У него были лакабы Хусамеддин (Хусам ад-Дин, араб. حسام الدين‎ — меч веры/религии), Шамседдин (Шамс ад-Дин, араб. حسام الدين‎ — солнце веры) и Фахреддин (Фахр ад-Дин, араб. فخر الدين‎ — гордость/честь/слава веры). Он был настолько известен, что Ибн аль-Асир и Ибн Шаддад считали родоначальником династии и основателем бейлика не Мехмеда, а Тогана Арслана.

## Семья
Жена. После смерти Тогана Арслана она вышла замуж за визиря Дилмачогуллары Зияэддина.
Сыновья:
- Курти. Правил в 1137/38-1143 годах.
- Якут Арслан. Правил в 1143—1145/46 годах.
- Девлетшах. Правил в 1145/46—1192 годах.